# Versammlung der katholischen Ordinarien des Heiligen Landes
Die Versammlung der katholischen Ordinarien des Heiligen Landes (englisch: The Assembly of the Catholic Ordinaries of the Holy Land A.C.O.H.L, französisch: Assemblée des Ordinaires Catholiques de Terre Sainte A.O.C.T.S.) ist eine Initiative der katholischen Kirche im Heiligen Land. Der Sitz befindet sich im Notre Dame of Jerusalem Center in Jerusalem.
Die Initiative wurde vom Apostolischen Delegierten in Jerusalem und Palästina gegründet, um die Einheit innerhalb der Kirche des Heiligen Landes zu fördern. Papst Johannes Paul II. genehmigte die Statuten am 27. Januar 1992. Die Versammlung setzt sich aus den katholischen Ordinarien der verschiedenen Riten zusammen, die für das Gebiet des Heiligen Landes zuständig sind, darunter Israel, Palästina, Jordanien und Zypern. Ziel ist die Einheit und Förderung der katholischen Kirche im Heiligen Land, insbesondere die Koordinierung der katholischen Gemeinschaft und der Informationsaustausch untereinander.

## Mitglieder
Die Mitglieder der Versammlung der katholischen Ordinarien des Heiligen Landes sind (Stand 2024):
- Lateinische Kirche
  - Lateinisches Patriarchat von Jerusalem
    - Pierbattista Kardinal Pizzaballa OFM, Lateinischer Patriarch von Jerusalem
      - Präsident der Versammlung der katholischen Ordinarien des Heiligen Landes

    - Michel Sabbah, emeritierter Lateinischer Patriarch von Jerusalem
    - Fouad Twal, emeritierter Lateinischer Patriarch von Jerusalem
    - William Shomali, Weihbischof, Generalvikar des Lateinischen Patriarchates von Jerusalem, römisch-katholischer Patriarchalvikar des Lateinischen Patriarchates von Jerusalem für Jerusalem und Palästina
    - Iyad Twal, Weihbischof, römisch-katholischer Patriarchalvikar des Lateinischen Patriarchates von Jerusalem für Jordanien
    - Rafic Nahra, Weihbischof, römisch-katholischer Patriarchalvikar des Lateinischen Patriarchates von Jerusalem für Israel
    - Bruno Varriano OFM, Weihbischof, römisch-katholischer Patriarchalvikar des Lateinischen Patriarchates von Jerusalem für Zypern
    - Piotr Zelazko, römisch-katholischer Patriarchalvikar des Lateinischen Patriarchates von Jerusalem für die hebräisch-sprechenden Katholiken
    - Matthew Marcel Coutinho SDB, römisch-katholischer Patriarchalvikar des Lateinischen Patriarchates von Jerusalem für die Migranten und Asylsuchenden sowie Migrantenseelsorge
    - Kamal-Hanna Bathish, emeritierter römisch-katholischer Weihbischof im Lateinischen Patriarchat von Jerusalem
    - Salim Sayegh, emeritierter römisch-katholischer Patriarchalvikar des Lateinischen Patriarchates von Jerusalem für Jordanien
    - Giacinto-Boulos Marcuzzo, emeritierter römisch-katholischer Weihbischof im Lateinischen Patriarchat von Jerusalem
- Armenisch-katholische Kirche
  - Patriarchal-Exarchat Jerusalem und Amman
    - Narek Louis Namo, armenisch-katholischer Patriarchal-Exarch von Jerusalem und Amman
- Caldäisch-katholische Kirche
  - Patriarchalisch abhängiges Gebiet Jordanien
    - Zaid Adel Habbaba,  chaldäisch-katholischer Patriarchalvikar für Jordanien
- Melkitische Griechisch-katholische Kirche
  - Patriarchat von Jersualem
    - Yasser Ayyash, melkitisch-griechisch-katholischer Erzbischof und Patriarchalvikar von Jerusalem
    - Joseph Jules Zerey, emeritierter melkitisch-griechisch-katholischer Patriarchalvikar von Jerusalem

  - Erzeparchie Akka
    - Youssef Matta, melkitisch-griechisch-katholischer Erzbischof von Akka
      - Vizepräsident der Versammlung der katholischen Ordinarien des Heiligen Landes

    - Pierre Mouallem SMSP, melkitisch-griechisch-katholischer Alterzbischof von Akka
    - Elias Chacour, melkitisch-griechisch-katholischer Alterzbischof von Akka

  - Erzeparchie Petra und Philadelphia
    - Paul Nazha, melkitisch-griechisch-katholischer Patriarchaladministrator der Erzeparchie Petra und Philadelphia
- Syrisch-Maronitische Kirche von Antiochien
  - Erzeparchie von Haifa und dem Heiligen Land
    - Moussa El-Hage OAM, maronitisch-katholischer Erzbischof von Haifa und dem Heiligen Land und Patriarchalexarch von Jerusalem und Palästina und Jordanien

  - Erzeparchie Zypern
    - Selim Jean Sfeir, maronitisch-katholischer Erzbischof von Zypern
- Syrisch-katholische Kirche
  - Patriarchal-Exarchat von Jerusalem
    - Camil Afram Antoine Semaan, syrisch-katholischer Patriarchal-Exarch von Jerusalem
- Marcelo Gallardo IVE
  - Generalsekretär der Versammlung der katholischen Ordinarien des Heiligen Landes
- Francesco Patton OFM, Kustos des Heiligen Landes
- David Steffy, LC, Präsident des Bischöflichen Komitee für männliche Ordensleute im Heiligen Land
- Sr. Bruna Fasan, Präsidentin von Union of Religious Superiors of Women in the Holy Land (USRTS)